# Poggensee
Poggensee er en kommune i det nordlige Tyskland, beliggende i Amt Sandesneben-Nusse i den nordvestlige del af Kreis Herzogtum Lauenburg. Kreis Herzogtum Lauenburg ligger i delstaten Slesvig-Holsten.

## Geografi
Poggensee ligger omkring 35 km øst for Hamborg, 23 km syd for Lübeck, 5 kilometer nordvest for Mölln og cirka 13 km sydvest for Ratzeburg.